# Vrinda

以Vrinda字體孟加拉文寫出的字體名稱（বৃন্দা）

Vrinda是一種孟加拉文用的OpenType字型。被使用於Windows XP與其後繼諸版本，是孟加拉文的默認字體。由微軟研發。